# Rabati Malik
Rabati Malik (Rabat-i Mâlik aus Arabisch.:رباط ribāṭ – Ribāt, Arabisch.ملك málik – malik, Königliche Festung) ist ein historisches Bauwerk in Usbekistan. Im 11. und 12. Jahrhundert war es eine Steppenresidenz der türkischen Herrscher aus der Karachaniden-Dynastie. Vom 12. bis zum 18. Jahrhundert wurde es als Karawanserei genutzt, nur ein Eingangsportal blieb erhalten. Als Teil der Seidenstraße: Zarafshan-Karakum-Korridor wurde es in die Liste des UNESCO-Welterbes aufgenommen.

## Geographie
Rabati Malik liegt an der Hauptstraße M37 zwischen den beiden alten Kulturzentren der Region, Samarqand und Buxoro. Derzeit befindet sich in der Nähe von Rabati Malik der internationale Flughafen Navoi, die Siedlung städtischen Typs Malikrabat und 15 Kilometer östlich die Stadt Navoiy. Unmittelbar gegenüber, auf der anderen Straßenseite, befindet sich mit Malik Sardoba ein weiteres Denkmal für Geschichte und Kultur dieser Epoche.

## Geschichte
Der Palastkomplex wurde während der muslimischen Renaissance für Zentralasien auf Befehl des karachanidischen Khans Shams al Mulk, dem Sohn von Ibrahim, der in den Jahren 1068–1080 in Samarkand regierte, errichtet. Vom 13. Jahrhundert, nach der mongolischen Eroberung Zentralasiens, bis zum Beginn des 18. Jahrhunderts fungierte Rabati Malik als Karawanserei, wo die Karawanen Rast machten.
Rabati Malik, die „Königliche Festung“ in der Steppe, wurde gemäß den erhaltenen Baudaten am Ende des 11. Jahrhunderts erbaut. Im 12. Jahrhundert erfolgte eine umfassende Rekonstruktion. Die politische Geschichte der Region ist mit den drei türkischen Imperien und Dynastien der Karachaniden, Ghaznawiden und Seldschuken verknüpft, die hier im 11. und 12. Jahrhundert mit wechselndem Erfolg und wechselnden Staatsgrenzen herrschten.
Rabati Malik war eine einzigartige, architektonisch komplexe und dekorative palastartige Konstruktion mit allen Attributen einer komfortablen Residenz-Festung der Karachaniden-Regierungen.
Nach der mongolischen Eroberung wurde Rabati Malik nicht mehr als Residenz genutzt und war bis zum Anfang des 18. Jahrhunderts eine Karawanserei auf dem Weg von Samarkand nach Buchara.
Die Bewohner des Dorfes Malik, das sich gegenüber befindet, haben sich der Ziegel der Ruinen von Rabati Malik für ihre eigenen Zwecke bedient. In den 1940er Jahren wurde dabei die Verkleidung der gewellten Hauptfassade zerstört, und in den 1950er Jahren wurde beim Bau der Stadt Navoiy eine Asphaltstraße mitten durch Rabati Malik verlegt. Teile der Anlage wurden mit dem Bulldozer planiert. Das war der letzte Streich in der Zerstörung des Meisterwerks der mittelalterlichen Architektur von Maverannahr aus der vor-mongolischen Zeit.

## Bedeutung
Rabati Malik ist eines der ältesten Denkmäler der zentralasiatischen Monumentalarchitektur.
Durch die beeindruckende Fassadengestaltung mit ornamental eingebetteten zylindrischen Säulen an den Wänden, die das Haupteingangsportal flankieren, nimmt es einen besonderen Platz in der Geschichte der persischen Architektur ein.
Derzeit (2023) ist Rabati Malik das einzige archäologisch untersuchte palastähnliche Denkmal im Gebiet des mittelalterlichen Maverannahr.
Nach Angaben der Architekturhistorikerin Nina Nemseva ist Rabat-i Malik ein deutlicher Ausdruck der Merkmale der synkretischen Baukultur Zentralasiens aus dem 11. und 12. Jahrhundert, die eine große Struktur mit einer Mehrhofplanungsstruktur darstellte und nichts mit den bekannten Karawansereien Zentralasiens zu tun hatte, wobei ein oder seltener zwei Höfe an der Längsachse vorhanden waren.

## Architektur
Heute ist nur der südliche Teil der Mauer mit einem Turm erhalten, aber die Planung der Festung kann anhand der Ergebnisse der Ausgrabungen beurteilt werden. In der Mitte des 19. Jahrhunderts standen nach Alexander Lehmanns Zeichnungen noch zwei Türme.
Das erhaltene Südportal war der Eingang zur Festung. Das Portal selbst ragt etwas aus der Wand heraus, es ist im Plan rechteckig, durch einen Torbogen geschnitten und mit Ziegelornamenten verziert. Eine Galerie, die von den im südlichen Teil befindlichen Wirtschaftsräumen isoliert ist (Hausangestellte, Stallungen, Tandur), führt in eine achteckige Rotunde, in der die Bögen, wie die gesamte Galerie, mit geschnitztem Ganch (Putz) verziert sind. Von der Rotunde, die als zentrale Halle diente, führen Gänge in den nördlichen Wohnteil des Komplexes. In der Mitte des Komplexes, am Eingang zum nördlichen Teil, befand sich eine kleine Moschee mit einem Mihrāb an der Westwand und einer Minbar links. Die Wände und die Minbar wurden mit Ganch mit blauer Farbe verziert. Während der Ausgrabungen von Rabati Malik wurden viele menschliche Knochen gefunden, was bedeutet, dass es einen Friedhof um den Karawanserei gab.
Nach dem gleichen Lehmann war der Komplex von außen von einer weiteren Mauer umgeben.

Nach Ausgrabungen
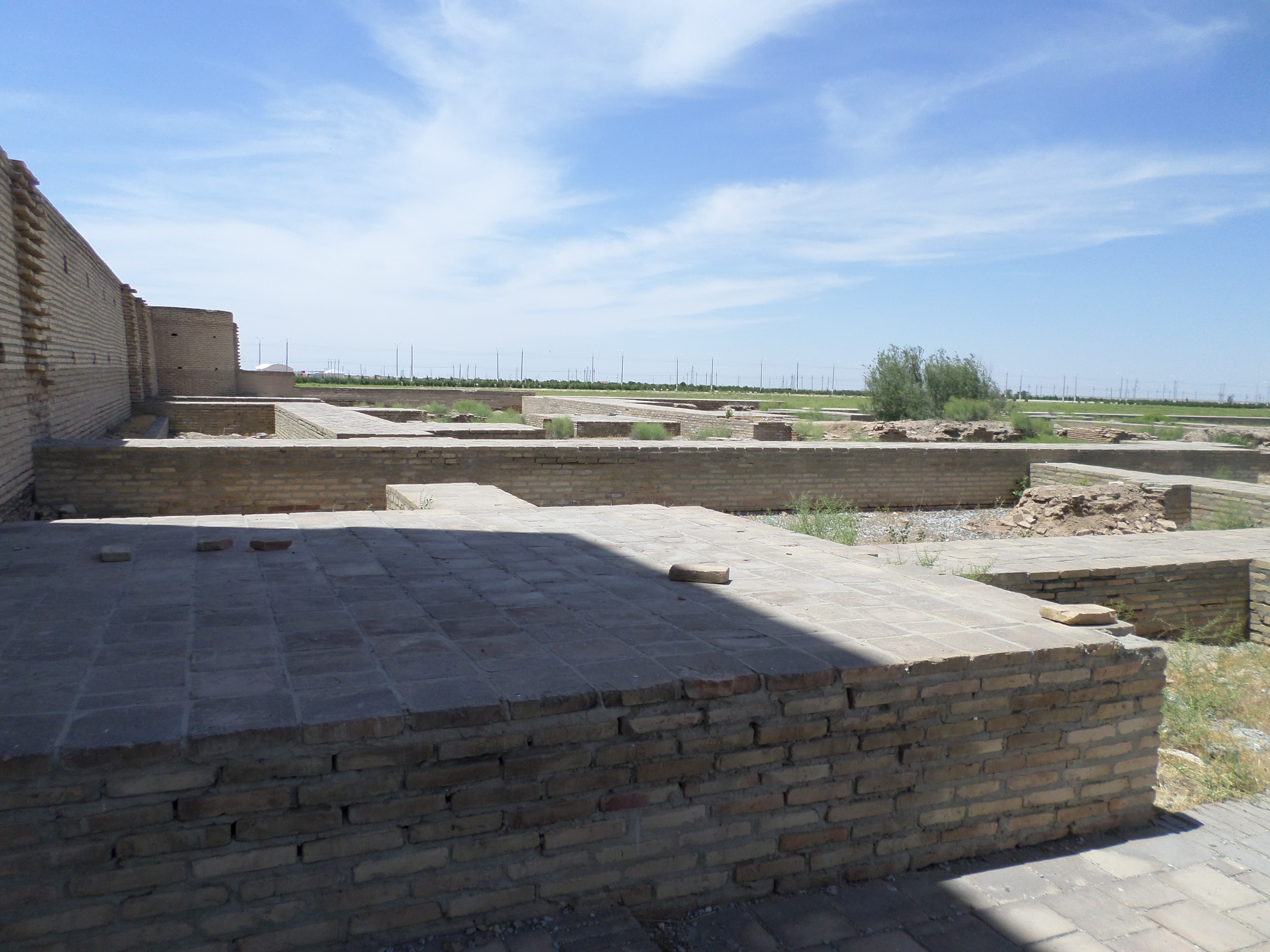
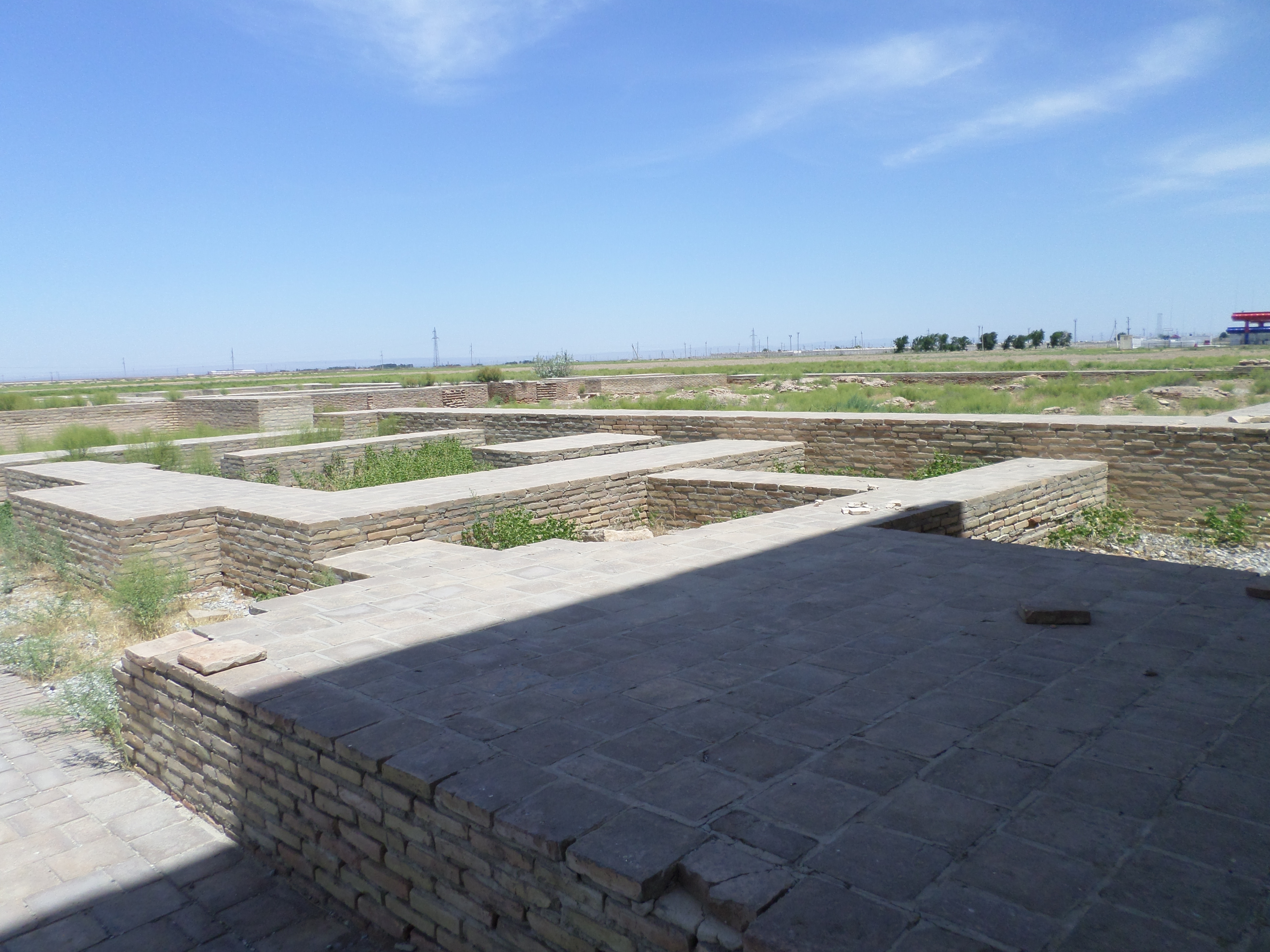
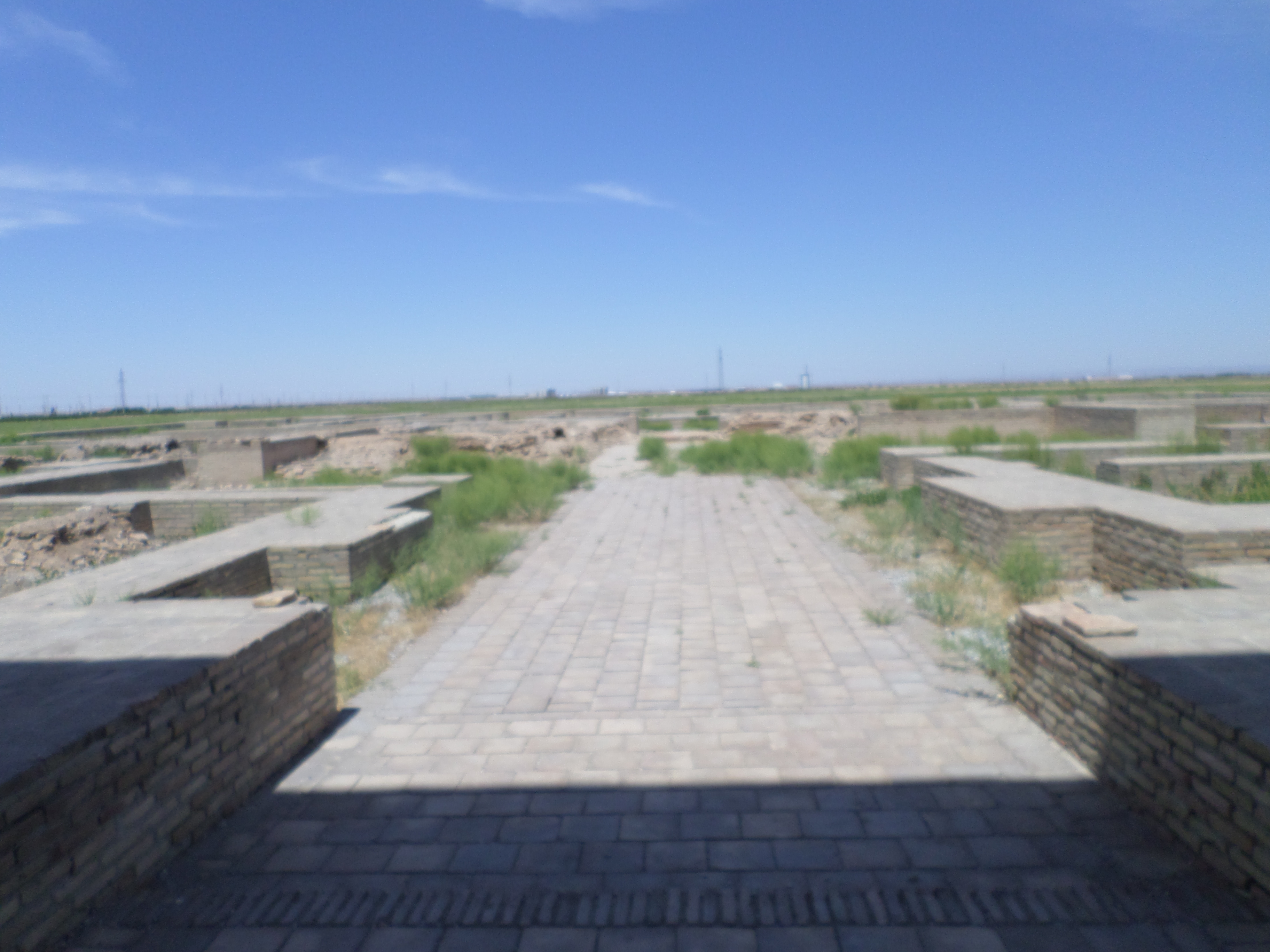